# Erick Ericksson
Erick Ericksson (använde i ungdomen släktnamnet Essevius), född 6 januari 1695 i Kelviå, död 22 september 1761 i Stockholm, var en finlandssvensk radikalpietist. Han var bror till Jacob Ericksson.
Erick Ericksson var son till kyrkoherden i Kelviå Erik Essevius. Han inskrevs som student vid Åbo Akademi 1707 och använde då ännu släktnamnet Essevius. Inför den närmande ryska invasionen av Finland inträdde Erick tillsammans med sin äldre bror i militärtjänst senast 1713. Mycket lite är känt om hans militärtid, men det är under denna tid han övergår till att enbart bruka patronymikon. Han kallas i samtida handlingar sergeant. Fadern flydde inför ryssarnas ankomst 1714 till Luleå där han avled 1715. Efter fredsslutet tog Erick Ericksson avsked från det militära och slog sig 1723 med brodern ned på det ärvda hemmanet Bengtila i Kelviå som legat öde sedan 1714. De erhöll sex års skattefrihet på sitt hemman men hade trots det svårt att försörja sig och 1730-1731 skedde utmätning sedan de inte haft råd att betala skatterna. 
Under sin militärtjänst hade bröderna fångats av pietismens idéer, och drog snart på sig prästerskapets missnöje genom att vägra besöka kyrkan och nattvarden. Genom olika invändningar och genom att dra ut på de rättsprocesser som drevs mot dem lyckades de dock dra ut på ett avgörande till dess de hade hunnit flytta från Finland. De vägrade dock även att låta döpa sina barn, och 1732 tvångsdöptes Erick Erickssons barn, något som fick bröderna att fundera på att lämna Sverige. Sommaren 1733 vistades Erick Ericksson i Stockholm, och under den följande vintern slog sig båda bröderna ned i Stockholm, varifrån de 19 mars 1734 ansökte om tillstånd att få resa ut ur Sverige. Resultatet blev att bröderna Ericksson i stället dömdes till landsförvisning, en dom som väckte mycket uppseende i Sverige. 19 juli 1734 avreste de från Stockholm till Köpenhamn, följda av andra trosfränder i frivillig landsflykt. Hösten 1734 fanns 62 personer från radikalpietisterna i Köpenhamn. Man fick först tillstånd att slå sig ned i Fredericia men då de vägrade avlägga dansk medborgared föll planen och gruppen reste i stället vidare till holländska Friedrichstadt, där gruppen vistades 1735-1736. Därifrån reste man vidare till Altona, där Jacob Ericksson 1737 avled och Erick Ericksson övertog rollen som gruppens ledare. 1738 flyttade man till Syrhuysterveen i Holland och därifrån 1740 till Rheinau i Rheinland-Pfalz. Sven Rosén, som brevväxlade med Erick Ericksson, besökte honom där. Tanken var att gruppen skulle flytta över till England, dit Rosén reste i förväg, men sedan Sven Rosén anslutit sig till herrnhutarna bröt Erick Ericksson med honom och i stället flyttade gruppen tillbaka till Altona. Därifrån begav man sig 1744 till Danzig och sedan till Königsberg. 
Därifrån valde den lilla kvarvarande gruppen om 26 personer 1745 att återvända till Sverige. Fördrivningsdomen ägde visserligen fortfarande laga kraft, men som följd av något lindrigare religionslagar valde man att inte genomdriva den. 1746 bosatte man sig på Skeviks gård, där under Erick Erickssons ledning celibat infördes inom gruppen. Gruppen kallades för skevikarna. Erick Ericksson förblev gruppens ledare fram till sin död.